# Episodi di Matlock (prima stagione)
La prima stagione della serie televisiva Matlock, composta da 24 episodi, è stata trasmessa negli Stati Uniti dal canale NBC dal 3 marzo 1986 al 12 maggio 1987.
| nº | Titolo originale                          | Titolo italiano                        | Prima TV USA      | Prima TV Italia |
| -- | ----------------------------------------- | -------------------------------------- | ----------------- | --------------- |
| 1  | Diary of a Perfect Murder (pilot episode) | Diario di un perfetto omicidio         | 3 marzo 1986      |                 |
| 2  | The Judge                                 | Un caso interessante                   | 23 settembre 1986 |                 |
| 3  | The Stripper                              | Night club                             | 30 settembre 1986 |                 |
| 4  | The Affair                                | Il caso Ward                           | 7 ottobre 1986    |                 |
| 5  | The Seduction                             | La Seduzione                           | 14 ottobre 1986   |                 |
| 6  | The Don: Part 1 & 2                       | Il Barone (prima e seconda parte)      | 28 ottobre 1986   |                 |
| 7  | The Don: Part 1 & 2                       | Il Barone (prima e seconda parte)      | 4 novembre 1986   |                 |
| 8  | The Sisters                               | Le sorelline                           | 11 novembre 1986  |                 |
| 9  | The Cop                                   | Il poliziotto                          | 15 novembre 1986  |                 |
| 10 | The Angel                                 | Angel                                  | 25 novembre 1986  |                 |
| 11 | The Professor                             | La congiura                            | 2 dicembre 1986   |                 |
| 12 | Santa Claus                               | Babbo Natale                           | 9 dicembre 1986   |                 |
| 13 | The Chef                                  | Piccoli cuochi                         | 6 gennaio 1987    |                 |
| 14 | The Author                                | Diritti d'autore                       | 13 gennaio 1987   |                 |
| 15 | The Rat Pack                              | La banda dei quattro                   | 20 gennaio 1987   |                 |
| 16 | The Nurse                                 | L'infermiera                           | 3 febbraio 1987   |                 |
| 17 | The Convict                               | Il detenuto                            | 10 febbraio 1987  |                 |
| 18 | The Court Martial: Part 1 & 2             | Corte marziale (prima e seconda parte) | 17 febbraio 1987  |                 |
| 19 | The Court Martial: Part 1 & 2             | Corte marziale (prima e seconda parte) | 24 febbraio 1987  |                 |
| 20 | The Therapist                             | Il terapista                           | 3 marzo 1987      |                 |
| 21 | People vs. Matlock                        | Tutti contro Matlock                   | 24 marzo 1987     |                 |
| 22 | The Photographer                          | Foto artistiche                        | 31 marzo 1987     |                 |
| 23 | The Reporter                              | Il giornalista ficcanaso               | 5 maggio 1987     |                 |
| 24 | The Doctors                               | I dottori                              | 12 maggio 1987    |                 |